# Monte Albo
Monte Albo este o arie protejată (arie specială de conservare — SAC, sit de importanță comunitară — SCI) din Italia întinsă pe o suprafață de 8.843 ha, integral pe uscat.

## Localizare
Centrul sitului Monte Albo este situat la coordonatele 40°29′34″N 9°34′54″E / 40.492778°N 9.581667°E.

## Înființare
Situl Monte Albo a fost declarat sit de importanță comunitară în iunie 1995 pentru a proteja 1 specie de plante și 23 de specii de animale. Situl a fost protejat și ca arie specială de conservare în aprilie 2017.

## Biodiversitate
Situată în ecoregiunea mediteraneană, aria protejată conține 10 habitate naturale: Lande oro-mediteraneene cu formațiuni endemice de grozamă, Pseudostepă cu ierburi și specii anuale de Thero-Brachypodietea, Matorral arborescenți cu Juniperus spp., Pante stâncoase calcaroase cu vegetație casmofită, Păduri de Quercus ilex și Quercus rotundifolia, Păduri mediteraneene de Taxus baccata, Păduri de Olea și Ceratonia, Tufărișuri termo-mediteraneene și de pre-deșert, Peșteri inaccesibile publicului, Phrygana endemică cu Euphorbio-Verbascion.
La baza desemnării sitului se află mai multe specii protejate:
- plante (1): Brassica insularis
- păsări (11): uliu porumbar (Accipiter gentilis arrigonii), Alectoris barbara, fâsă-de-câmp (Anthus campestris), acvilă de munte (Aquila chrysaetos), caprimulg (Caprimulgus europaeus), șoim călător (Falco peregrinus), sfrâncioc roșiatic (Lanius collurio), ciocârlie de pădure (Lullula arborea), Pyrrhocorax pyrrhocorax, Sylvia sarda, silvie de tufiș (Sylvia undata)
- amfibieni (2): Discoglossus sardus, Speleomantes flavus
- mamifere (7): liliac cu aripi lungi (Miniopterus schreibersii), liliac cu picioare lungi (Myotis capaccinii), liliac cărămiziu (Myotis emarginatus), Myotis punicus, muflon (Ovis aries musimon), liliacul mare cu potcoavă (Rhinolophus ferrumequinum), liliacul mic cu potcoavă (Rhinolophus hipposideros)
- nevertebrate (2): croitorul mare al stejarului (Cerambyx cerdo), Papilio hospiton
- reptile (1): țestoasa de baltă (Emys orbicularis)

Pe lângă speciile protejate, pe teritoriul sitului au mai fost identificate 73 de specii de plante, 47 de specii de păsări, 3 specii de amfibieni, 3 specii de reptile.